# Министерство информации и коммуникаций Казахстана
Министерство информации и коммуникаций Республики Казахстан — ныне упразднённый центральный исполнительный орган Республики Казахстан.

## История
5 мая 2016 года Президент Нурсултан Назарбаев поручил создать Министерство информации и коммуникаций.
Министерство было создано на следующий день, 6 мая. Министерство возглавил пресс-секретарь президента Абаев Даурен Аскербекович. Главу ведомства представил коллективу Премьер-Министр РК Карим Масимов.
25 февраля 2019 года указом Президента Республики Казахстан Нурсултана Назарбаева Министерство информации и коммуникаций было упразднено. 
Министерство общественного развития реорганизовано – ведомство преобразовано в Министерство информации и общественного развития Республики Казахстан. Ему переданы функции и полномочия в сфере информации от Министерства информации и коммуникаций Республики Казахстан.
Министерство оборонной и аэрокосмической промышленности преобразовано в Министерство цифрового развития, оборонной и аэрокосмической промышленности РК. Ему переданы функции и полномочия в сфере связи, информатизации, «электронного правительства», развития государственной политики в сфере оказания государственных услуг от Министерства информации и коммуникаций Республики Казахстан.

## Функции
Министерство осуществляет руководство в сферах:
• мониторинг информационного пространства любых форм собственности, включая интернет-ресурсы и социальные сети, с целью оперативного выявления и реагирования на наиболее острые проблемы;
• изучение общественного мнения по наиболее актуальным темам и вопросам, анализ и прогноз информационных запросов и ожиданий населения;
• выработка государственной информационной политики;
• координация и контроль информационной деятельности и активности всех государственных органов;
• планирование и анализ эффективности государственного информационного заказа и средств, выделенных государством;
• привлечение инвестиций и инноваций для развития отечественных СМИ как современного сегмента экономики;
• повышение качества отечественных информационных продуктов для обеспечения информационной безопасности, как в электронном, так и печатном пространстве;
• выстраивание максимально действенной модели кризисных коммуникаций; обеспечение каналов взаимодействия с населением, включая НПО.

## Министры
- Казангап, Талгат Болсынбекулы как Председатель Комитета связи, информатизации и информации
- Абаев, Даурен Аскербекович